# Branko Đurić
Branko Đurić Đuro (Sarajevo, 27. svibnja 1962.) je bosanskohercegovački glumac, redatelj i glazbenik.
Završio je Akademiju scenskih umjetnosti u rodnom Sarajevu 1988. godine. Stekao je slavu u humorističnom serijalu Top lista nadrealista. Pjevao je i svirao u sarajevskoj grupi Bombaj štampa. Tijekom rata u Bosni i Hercegovini odlazi živjeti u Sloveniju. Trenutačno je u braku sa slovenskom glumicom i pjevačicom Tanjom Ribič s kojom ima sina Filipa i dvije kćeri, Zalu i Elu.
Značajniji filmovi u kojima je glumio:
- Ovo malo duše (1987.)
- Dom za vešanje (1988.)
- Kuduz (1989.)
- Kako je propao rokenrol (1989.)
- Ničija zemlja (2001.)
- Kajmak i marmelada (2003.)
- Mali svet (2003.)
- Bal-Can-Can (2005.)
- Triage (2009.)
- Cat run (2011.)

## Vanjske poveznice
- Profil na imdb.com